# Cactus; Revue Bimensuelle pour Amateurs de Cactacées et autres Succulentes
Cactus; Revue Bimensuelle pour Amateurs de Cactacées et autres Succulentes (abreviado Cactus (Brusells)) fue una revista con ilustraciones y descripciones botánicas que fue editada en Bruselas desde el año 1976 hasta 1984. Fue precedida por Cactus (Antwerp).